# Броніслави (гміна Рибно)
Броніслави (пол. Bronisławy) — село в Польщі, у гміні Рибно Сохачевського повіту Мазовецького воєводства.
Населення — 75 осіб (2011).
У 1975-1998 роках село належало до Скерневицького воєводства.

## Демографія
Демографічна структура станом на 31 березня 2011 року:
|          | Загалом | Допрацездатний вік | Працездатний вік | Постпрацездатний вік |
| -------- | ------- | ------------------ | ---------------- | -------------------- |
| Чоловіки | 33      | 4                  | 22               | 7                    |
| Жінки    | 42      | 7                  | 19               | 16                   |
| Разом    | 75      | 11                 | 41               | 23                   |